# Haoyao
Haoyao (kinesiska: 好腰, 好腰苏木) är en socken i Kina. Den ligger i den autonoma regionen Inre Mongoliet, i den norra delen av landet, omkring 940 kilometer nordost om regionhuvudstaden Hohhot.
Genomsnittlig årsnederbörd är 570 millimeter. Den regnigaste månaden är juli, med i genomsnitt 135 mm nederbörd, och den torraste är januari, med 4 mm nederbörd.